# سيمون كوبا سارابيا

سيميون كوبا سارابيا (ويلي), عام. 1967

سيميون كوبا سارابيا (بالإسبانية:Simeon Cuba Sarabia) (9 أكتوبر 1967 - 15 يناير 1935) كان المعروف أيضا باسم ويلي وهو عضو في نانكاهوازو العمود حرب العصابات بقيادة تشي غيفارا في بوليفيا. ولد في منطقة كوتشابامبا في بوليفيا وأصبح قائدًا بين عمال مناجم القصدير في هوانوني وشغل منصب سكرتير التنظيم وسكرتير ميليشيات نقابة عمال المناجم المحلية. كما قام بأنشطة خدمة اجتماعية مختلفة لصالح أسر عمال المناجم. انضمت كوبا سارابيا إلى الحزب الشيوعي في بوليفيا (PCB) لكنها استقالت منه في عام 1965 لتصبح عضوًا في الحزب الماركسي اللينيني البوليفي الذي فضل الكفاح المسلح. عندما حث تلك المجموعة على وضع مبادئها موضع التنفيذ تم طرده منها مع مويسيس جيفارا. كان مويسيس جيفارا هو من أدخله إلى مجموعة حرب العصابات التي يتزعمها تشي جيفارا في مارس 1967.

## مقاتلة حرب العصابات
تم اختيار ويلي ليكون عضوًا في وحدة «الوسط» التي كان يقودها تشي جيفارا نفسه وأصبح يعرف باسم المقاتل المنضبط والشجاع. على الرغم من ذلك وربما نتيجة لطبيعته المتحفظة للغاية طورت الشكوك حول جيفارا وفي ملخصه الشهري لشهر سبتمبر 1967 كتب في مذكراته الانتخابية أن "الروح المعنوية لبقية المجموعة بقيت جيدة جدًا وأنا فقط لديه شكوك حول ويلي أنه قد يستغل بعض الفوضى ليحاول الهروب بنفسه... وسرعان ما ثبت أن شكوكه لا أساس لها من الصحة.
في 8 أكتوبر 1967 عندما بدأت المعركة النهائية للمقاتلين في يورو رافين كان ويلي يقود مجموعة «الوسط» وهم يحاولون إيجاد طريقة للخروج من حصار الجيش. كان ويلي على وشك إخلاء الجدار شديد الانحدار من الوادي عندما تلقى غيفارا بعد مسافة من خلفه انفجارًا مفاجئًا من نيران مدفع رشاش أصاب ساقه. استدار ويلي وعاد إلى أسفل الجرف إلى حيث كان جيفارا يكمن. وحمله إلى مكان بعيد عن خط النار المباشر. ومع ذلك وجدا المقاتلين نفسيهما على الفور تقريبا محاطين بمجموعة أخرى من الحراس الذين فتحوا النار عليهم. قام جيفارا وويلي بإطلاق النار عليهم حتى أطاحت إحدى رصاصاتهم بقبعة تشي من رأسه وقام آخر بتعطيل كاربينه M-2. أخرج ويلي جيفارا من خط النار مرة أخرى ثم وضع نفسه بين قائده الجريح والحراس الذين كانوا يطلقون النار عليهم الآن من مسافة أقل من عشرة ياردات وبدأ في الرد بإطلاق النار. في هذا الوضع المكشوف، أصيب ويلي على الفور تقريبًا بوابل من الرصاص وعجز. واندفعت مجموعة من الحراس إلى الأمام وطالبوا باستسلامهم. عند رؤية الجنود يقتربون من جيفارا واجههم ويلي وصرخ «هذا هو القائد جيفارا. أظهر له الاحترام!»

## تنفيذ
أخذ الحراس جيفارا وويلي إلى قرية لا هيغويرا المجاورة حيث تم سجنهم طوال الليل في غرف منفصلة بمدرسة صغيرة من الطوب اللبن. في اليوم التالي، بعد تأكيد الأمر الذي أصدره الرئيس البوليفي رينيه باريينتوس بقتل كلاهما، أرسل الضابط القائد فرقة إعدام مكونة من ثلاثة جنود إلى داخل المدرسة. دخل الجنود الغرفة التي كان ويلي محتجزًا فيها أولاً وأغرقوه بعدة رشقات نارية من مدفع رشاش. قبل وفاته تمكن ويلي من الصراخ «أنا فخور بالموت بجانب تشي!» ربما كانت هذه هي الكلمات الأخيرة التي سمعها تشي جيفارا، لأنه تم إعدامه بطريقة مماثلة بعد ثوانٍ قليلة فقط.
رفضت القوات المسلحة البوليفية الإدلاء بمعلومات عما حدث مع رفات كوبا سارابيا. بعد ما يقرب من ثلاثين عامًا من وفاته في 28 يونيو 1997 اكتشف فريق الطب الشرعي الكوبي هيكله العظمي في نفس حفرة الدفن الواقعة على المدرج الإضافي لمطار فاليجراند الذي كان يحتوي على رفات تشي جيفارا وخمسة مقاتلين آخرين. نُقلت رفات ويلي إلى كوبا مع رفات جيفارا والمقاتلين الخمسة الآخرين وفي 17 أكتوبر 1997 تم وضع توابيتهم مع مرتبة الشرف العسكرية الكاملة في ضريح تشي جيفارا في مدينة سانتا كلارا، كوبا.

## المصدر
1. ↑  Moisés Guevara and Che Guevara were not related to each other.
2. ↑  El Clarín, Imágenes finales de el Che accessed 17 February 2008. نسخة محفوظة 2010-05-02 على موقع واي باك مشين.
3. ↑  Ryan, Henry Butterfield. The Fall of Che Guevara: A Story of Soldiers, Spies, and Diplomats, New York, 1998: Oxford University Press, pp 128-129.
4. ↑  On the Other Side of the Barricades نسخة محفوظة 2006-10-15 على موقع واي باك مشين., accessed July 21, 2006.

## روابط خارجية
- صورة لجدارية في هوانوني تصور ويلي وتشي جيفارا
- المزيد من الصور لهوانوني
- يوم في حياة عامل منجم في Huanuni
- أعضاء حركة حرب العصابات في بوليفيا بقيادة تشي جيفارا - من قبل منظمة دراسات أمريكا اللاتينية